# Liga Premier de Jordania 2022
La temporada 2022 de la Liga Premier de Jordania fue la 70.ª temporada de la máxima categoría del fútbol en Jordania desde 1944. Comenzó el 8 de abril y finalizó el 4 de noviembre.
El club Al-Ramtha fue el campeón defensor, y el ganador del torneo fue Al-Faisaly que ganó su 35.° título nacional.

## Equipos
Moghayer Al-Sarhan y Al-Sareeh fueron los clubes ascendidos desde la League Division 1 2021. Dichos equipos reemplazaron a Al-Baqa'a y Al-Jalil que descendieron a la League Division 1 2022.

### Información
| Liga Premier de Jordania 2022 | Liga Premier de Jordania 2022 | Liga Premier de Jordania 2022  | Liga Premier de Jordania 2022 | Liga Premier de Jordania 2022 |
| Club                          | Ciudad                        | Estadio                        | Capacidad                     | Fundación                     |
| ----------------------------- | ----------------------------- | ------------------------------ | ----------------------------- | ----------------------------- |
| Al-Faisaly                    | Amán, Amán                    | Internacional de Amán          | 17 619                        | 1932                          |
| Al-Hussein                    | Irbid, Irbid                  | Al-Hassan                      | 12 000                        | 1964                          |
| Al-Jazira                     | Amán, Amán                    | Internacional de Amán          | 17 619                        | 1947                          |
| Al-Ramtha                     | Ar Ramtha, Irbid              | Prince Hashim                  | 5000                          | 1966                          |
| Al-Salt                       | As-Salt, Balqa'               | Prince Hussein Bin Abdullah II | 7500                          | 1965                          |
| Al-Sareeh                     | Al-Sareeh, Irbid              | Al-Hassan                      | 12 000                        | 1973                          |
| Al-Wehdat                     | Wehdat, Amán                  | Rey Abdullah II                | 13 000                        | 1956                          |
| Ma'an                         | Ma'an, Ma'an                  | Princess Haya                  | 1000                          | 1971                          |
| Moghayer Al-Sarhan            | Badiah Gharbiyah, Mafraq      | Príncipe Mohammed              | 15 000                        | 1993                          |
| Sahab                         | Sahab, Amán                   | Rey Abdullah II                | 13 000                        | 1972                          |
| Shabab Al-Aqaba               | Áqaba, Áqaba                  | Al-Aqaba                       | 3800                          | 1965                          |
| Shabab Al-Ordon               | Amán, Amán                    | Rey Abdullah II                | 13 000                        | 2002                          |

## Desarrollo

### Tabla de posiciones
Actualizado el 4 de noviembre de 2022.
| Pos. | Equipo             | Pts. | PJ | G  | E | P  | GF | GC | Dif. | Clasificación o descenso                  |
| ---- | ------------------ | ---- | -- | -- | - | -- | -- | -- | ---- | ----------------------------------------- |
| 1    | Al-Faisaly (C)     | 51   | 22 | 15 | 6 | 1  | 46 | 12 | +34  | Fase de grupos de la Liga de Campeones    |
| 2    | Al-Wehdat          | 50   | 22 | 15 | 5 | 2  | 33 | 11 | +22  | Ronda de play-off de la Liga de Campeones |
| 3    | Al-Hussein         | 50   | 22 | 15 | 5 | 2  | 35 | 14 | +21  | Posible clasificación a la Copa AFC       |
| 4    | Shabab Al-Ordon    | 33   | 22 | 10 | 3 | 9  | 32 | 29 | +3   |                                           |
| 5    | Al-Aqaba           | 31   | 22 | 8  | 7 | 7  | 19 | 24 | −5   |                                           |
| 6    | Al-Ramtha          | 26   | 22 | 7  | 5 | 10 | 27 | 24 | +3   |                                           |
| 7    | Ma'an              | 25   | 22 | 7  | 4 | 11 | 22 | 40 | −18  |                                           |
| 8    | Al-Salt            | 24   | 22 | 6  | 6 | 10 | 22 | 29 | −7   |                                           |
| 9    | Sahab              | 24   | 22 | 5  | 9 | 8  | 17 | 22 | −5   |                                           |
| 10   | Moghayer Al-Sarhan | 19   | 22 | 4  | 7 | 11 | 18 | 30 | −12  |                                           |
| 11   | Al-Sareeh (D)      | 17   | 22 | 5  | 2 | 15 | 20 | 34 | −14  | Descenso de categoría                     |
| 12   | Al-Jazira (D)      | 14   | 22 | 3  | 5 | 14 | 18 | 38 | −20  | Descenso de categoría                     |

 Fuente: Soccerway
Criterios de clasificación: 1) Puntos; 2) Puntos en partidos directos; 3) Gol diferencia en partidos directos; 4) Goles anotados en partidos directos; 5) Gol diferencia; 6) Goles anotados.
Notas:
1. 1 2  Puntos en partidos directos: Al-Wehdat 3, Al-Hussein 3. Diferencia de gol: Al-Wehdat +22, Al-Hussein +21.
2. ↑  Si Al-Wehdat no clasifica a la fase de grupos de la Liga de Campeones será transferido a la fase de grupos de la Copa AFC, caso contrario Al-Hussein clasificará a la Copa AFC.
3. 1 2  Puntos en partidos directos: Al-Salt 3, Sahab 3. Diferencia de gol en partidos directos: Al-Salt +2, Sahab –2.

### Resultados
| Local \ Visitante  | ALB | ALF | ALH | ALJ | ALR | ASA | ALW | MAA | SAH | SHA | MOG | SRH |
| ------------------ | --- | --- | --- | --- | --- | --- | --- | --- | --- | --- | --- | --- |
| Al-Aqaba           |     | 0–2 | 0–2 | 2–0 | 3–2 | 1–1 | 1–1 | 0–1 | 0–0 | 1–1 | 1–0 | 0–2 |
| Al-Faisaly         | 1–2 |     | 3–0 | 1–0 | 1–1 | 5–0 | 1–0 | 5–0 | 1–0 | 3–1 | 1–1 | 2–1 |
| Al-Hussein         | 3–1 | 1–1 |     | 2–2 | 2–0 | 4–1 | 0–1 | 2–1 | 1–0 | 2–0 | 2–0 | 2–0 |
| Al-Jazira          | 0–1 | 0–4 | 1–2 |     | 0–2 | 2–2 | 0–1 | 1–1 | 0–0 | 1–4 | 0–1 | 3–2 |
| Al-Ramtha          | 0–1 | 0–1 | 0–1 | 3–1 |     | 2–1 | 1–1 | 4–1 | 0–0 | 0–3 | 1–1 | 4–2 |
| Al-Salt            | 0–1 | 0–1 | 1–1 | 1–0 | 1–0 |     | 0–0 | 2–1 | 3–0 | 0–1 | 3–0 | 1–2 |
| Al-Wehdat          | 4–1 | 1–1 | 0–1 | 4–2 | 1–0 | 3–0 |     | 3–0 | 1–0 | 1–0 | 1–0 | 2–0 |
| Ma'an              | 0–0 | 3–3 | 0–0 | 1–0 | 1–6 | 1–0 | 0–1 |     | 2–1 | 1–2 | 1–3 | 1–0 |
| Sahab              | 1–1 | 0–0 | 1–3 | 1–1 | 1–0 | 1–0 | 2–2 | 2–3 |     | 1–2 | 2–2 | 2–0 |
| Shabab Al-Ordon    | 2–0 | 0–2 | 1–2 | 3–2 | 0–1 | 1–1 | 1–2 | 3–2 | 1–2 |     | 1–1 | 2–1 |
| Moghayer Al-Sarhan | 1–1 | 0–2 | 0–0 | 0–1 | 2–0 | 1–2 | 0–2 | 1–3 | 0–0 | 3–2 |     | 0–2 |
| Al-Sareeh          | 0–1 | 1–5 | 0–2 | 0–1 | 0–0 | 2–2 | 0–1 | 3–0 | 0–1 | 0–1 | 2–1 |     |

## Estadísticas

### Goleadores
- Fuente: Página oficial de la competición.